# Karl Joseph Toeschi
Karl Joseph Toeschi (Carlo Giuseppe Toeschi) (getauft 11. November 1731 in Ludwigsburg; † 12. April 1788 in München) war ein italienischstämmiger Violinist, Musikdirektor, Komponist und wichtiger Vertreter der Mannheimer Schule.
Am häufigsten wird er Carlo Giuseppe Toeschi genannt. Er war ein Schüler von Johann Stamitz, der als der Begründer der Mannheimer Schule galt. Seine musikalischen Hauptgattungen waren vor allem Sinfonie, Kammermusik, Ballettmusik und auch Oper.

## Leben
Karl Joseph Toeschi war der bedeutendste Sohn des italienischen Komponisten und Violinisten Alessandro Toeschi (um 1700–1758), der mit Johann Stamitz als Konzertmeister das berühmte Mannheimer Hoforchester leitete. Es gibt nur wenige Informationen über Karl Josephs musikalische Ausbildung. Johann Adam Hiller berichtet, dass er „bis in sein 22tes Jahr ein sehr geschickter Concert Geiger“ war.
Karl Joseph Toeschi trat zuerst im Jahr 1752 im Alter von 20/21 Jahren im Mannheimer Orchester als Violinist in Erscheinung. 1755 folgte ihm sein Bruder Johann Baptist Toeschi (1735–1800). Im Jahr 1759 wurde Karl Joseph im Alter von 27 Jahren gemeinsam mit Christian Cannabich zum Konzertmeister ernannt. Zwischen 1759 und 1773 besuchte er mehrmals Paris. Dort spielte er als Geiger im Concert spirituel und veröffentlichte viele Werke bei den Pariser Verlegern, z. B. bei La Chevardière, Huberty und Venier. In dieser Zeit komponierte er ca. 46 Sinfonien und 50 Kammermusikwerke. 1774 wurde Karl Joseph Toeschi im Alter von 43 Jahren zum Direktor der Kabinettsmusik ernannt.
Nachdem 1778 Karl Theodor zum Kurfürst von Bayern ernannt wurde und seine Residenz nach München verlegen musste, übernahm Toeschi dort die Leitung der Kammermusik. Er starb am 12. April 1788 im Alter von 56 Jahren in München.

## Werke
- rund 66 Sinfonien
- rund 30 Konzerte
- ca. 80 Kammermusiken
- ca. 25 Ballette

### Gedruckte Werke
- Op. 1: Six Quatuor a un Violon, Flutte, Alto et Basse obligés (Amsterdam, 1765?)
- Op. 3: Six Symphonies dont les 4 premières peuvent se joüer à 8 et en Quatuor, et les deux autres à grand Orchestre obligé (Paris, 1765)
- Op. 3: Six Quartetti et Quintetti a Flute, Violon, Alto, Basso & Violoncello (Amsterdam)
- Six Simphonies a deux Violons, Alto Viola, Basse, Haubois et Cors, les deux premiers à grand Orchestre, les autres peuves se jouént a quatre Parties (Paris) (nur Nr. 3–6 von Toeschi)